# جائزة فرنسا الكبرى 1975
جائزة فرنسا الكبرى 1975 هو سباق فورمولا 1 أقيم بتاريخ 6 يوليو 1975. كان التاسع من أصل 14 في بطولة العالم لسباقات الفورمولا واحد موسم 1975. حلّ النمساوي نيكي لاودا أولا بينما جاء البريطاني جيمس هانت في المركز الثاني.